# 基希訥烏野牛足球俱樂部
基希訥烏野牛足球俱樂部（羅馬尼亞語：FC Zimbru Chişinău）是位於摩爾多瓦基希訥烏的一家足球俱樂部，目前參加摩爾多瓦超級足球聯賽的賽事。
球隊成立於1947年，是唯一曾參加苏联顶级足球联赛的摩爾多瓦俱樂部，曾打入蘇聯杯四分之一決賽。1991年摩爾多瓦獨立後，球隊在9個賽季內8次奪得聯賽冠軍（其中包括一次五連冠和一次三連冠）。2000年後，隨著舒列夫的崛起，球隊長期未能再次奪冠。此外，球隊還奪得過6次摩爾多瓦盃冠軍及1次摩爾多瓦超級盃冠軍。

## 榮譽
- 摩爾多瓦超級足球聯賽
  - 冠軍 (8): 1992, 1992–93,1993–94, 1994–95, 1995–96, 1997–98, 1998–99, 1999–2000
- 摩爾多瓦盃
  - 冠軍 (6): 1996–97, 1997–98, 2002–03, 2003–04, 2006–07, 2013–14
- 摩爾多瓦超級盃
  - 冠軍 (1): 2014

## 外部連結
- Official website（页面存档备份，存于） （罗马尼亚文） （俄文） （英文）